# Babeltext

Logo der Language Creation Society mit dem Turm von Babel – Die Flagge enthält den Turm zu Babel aufgrund der Tradition, diesen Text zu übersetzen.

Der Babeltext ist ein kurzer Text aus dem Alten Testament, der häufig zum Sprachvergleich herangezogen wird.

## Der Turm zu Babel
Die Geschichte vom Turmbau zu Babel aus Gen 11,1–9  ist eine „Erklärung“ dafür, warum es so viele verschiedene Sprachen gibt.

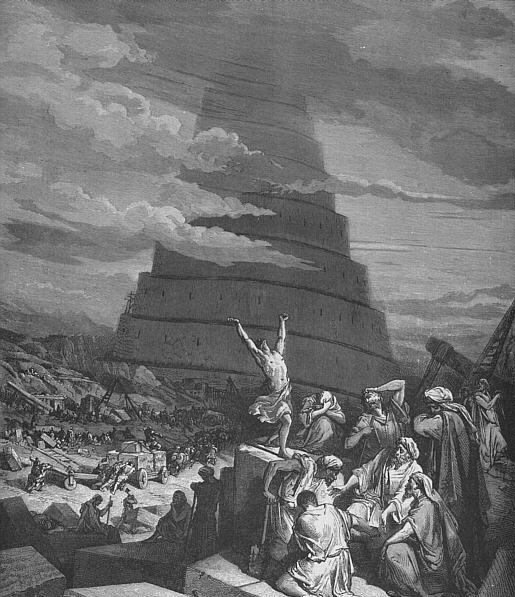
Die Sprachverwirrung, Bibelillustration von Gustave Doré (1865)

Aufgrund seines repetitiven Charakters wird der Babeltext für Sprachvergleiche und zur Veranschaulichung der grammatikalischen Struktur einer bestimmten Sprache verwendet. Im Laufe der Zeit wurde es für Conlang-Entwickler zur Tradition, den Babeltext in ihre eigene Sprache zu übersetzen und zu veröffentlichen, denn die meisten Sprachschöpfer stellten zuvor nicht ausreichend Text in ihrer Sprache zur Verfügung. 
Dadurch können konstruierte Sprachen leichter sowohl untereinander als auch mit anderen – natürlichen – Sprachen verglichen werden. Die Idee für den Babel-Text wurde 1996 von Conlanger Jeffrey Henning vorgeschlagen. Henning empfahl diesen Text als Standardvergleich und verwies dabei auf die sich wiederholenden Muster, die zahlreichen vorhandenen Übersetzungen und die weniger starre Form als das weit verbreitete Vaterunser. Durch die wiederholenden Muster ist der Text auch leichter zu übersetzen und zu verstehen als andere Passagen dieser Länge. Darüber hinaus wurde der Text als Teil der hebräischen Schriften bereits in viele Sprachen übersetzt.
Nicht zuletzt passt das Thema der Schaffung neuer Sprachen sehr gut zur Sprachplanung.

## Natürliche Sprachen

### Latein
Erat autem terra labii unius, et sermonum eorumdem.

### Spanisch
(La Biblia de las Américas, 1986)
Toda la tierra hablaba la misma lengua y las mismas palabras.
E era toda a terra de uma mesma língua e de uma mesma fala.

### Französisch
(Louis Segond)
Toute la terre avait une seule langue et les mêmes mots.

### Englisch
(King James Version)
And the whole earth was of one language, and of one speech.

### Deutsch
(Martin Luther)
Es hatte aber alle Welt einerlei Zunge und Sprache.

## Plansprachen

### Esperanto
Sur la tuta tero estis unu lingvo kaj unu parolmaniero.

### Ido
Nun la tota mondo havis un linguo e komuna parol-maniero.

### Klingonisch
'ej wa' Hol je QIch rap ghaj qo' Dol.

### Quenya
Ar i quanda cemen sámë er lambë ar imyë quettar.

### Toki Pona
ma ale li jo e toki wan e toki sama.

### Volapük
E tal lölik ädalabon püki bal e spikamamodi bal.

## Andere Vergleichstexte

### Sprachvergleich anhand des Vaterunsers

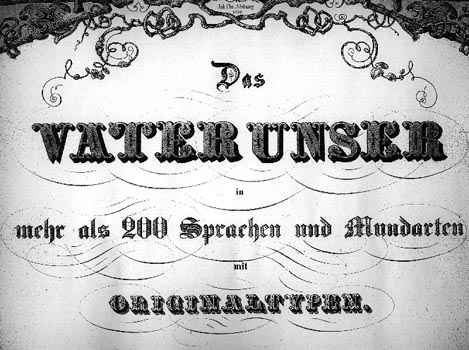
Das Vaterunser in mehr als 200 Sprachen und Mundarten, neuerdings gesammelt und aufgestellt von A. Auer von Welsbach mit 55 verschiedenen den Völkern eigenthümlichen Schriftzügen abgedruckt, um 1850

Eine besondere Eignung für den Sprachvergleich hat das Vaterunser, weil es Passagen mit bestimmten grammatischen Formen enthält: Konjunktiv/Subjunktiv, (verneinter) Imperativ, Relativsatz, Adverbialsatz.

#### Englisch
Our Father, who art in heaven,
hallowed be thy name,
thy kingdom come,
thy will be done,
on earth as it is in heaven.

#### Deutsch
Vater unser im Himmel!
Geheiligt werde dein Name.
Dein Reich komme.
Dein Wille geschehe,
wie im Himmel, so auf Erden.

#### Esperanto
Patro nia, kiu estas en la cxielo,
sanktigita estu via nomo,
venu via regno,
plenumigxu via volo,
kiel en la cxielo, tiel ankaux sur la tero.

### Artikel 1 derAllgemeinen Erklärung der Menschenrechte

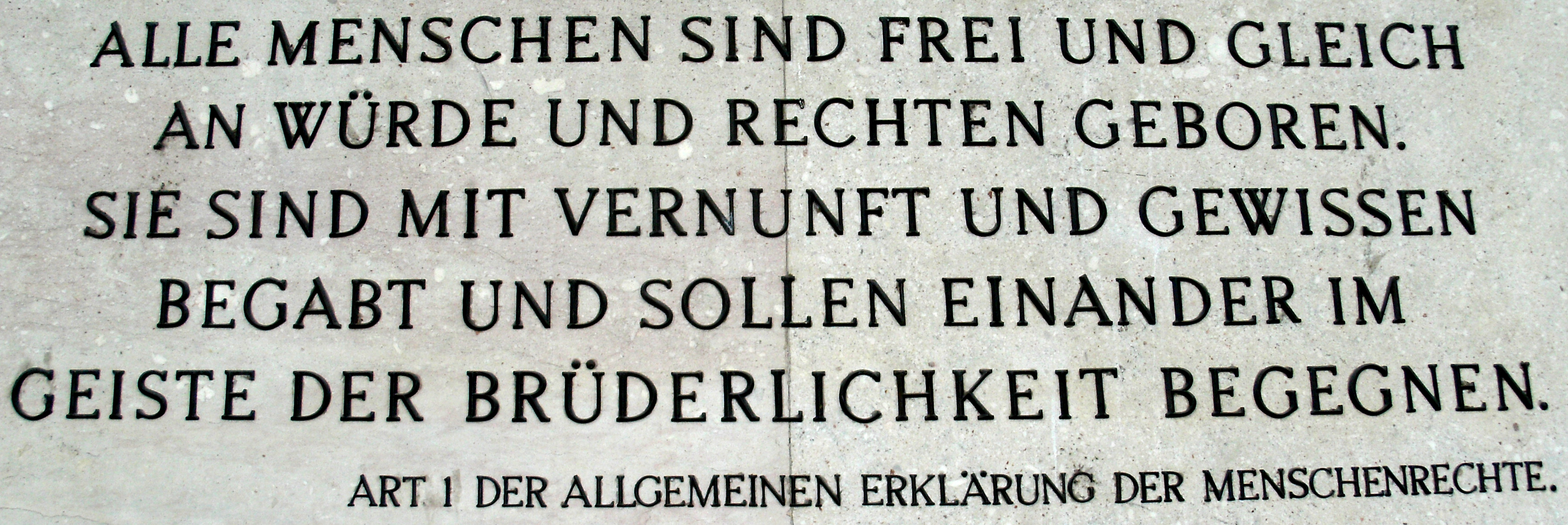
Text des Artikels 1 an der Außenwand des österreichischen Parlamentsgebäudes in Wien

Ein Sprachvergleich der verschiedenen Übersetzungen kann Einblicke in kulturelle Unterschiede und Nuancen bei der Interpretation von Menschenrechten geben.

#### Englisch
All human beings are born free and equal in dignity and rights. They are endowed with reason and conscience and should act towards one another in a spirit of brotherhood.

#### Deutsch
Alle Menschen sind frei und gleich an Würde und Rechten geboren. Sie sind mit Vernunft und Gewissen begabt und sollen einander im Geist der Brüderlichkeit begegnen.

#### Esperanto
Ĉiuj homoj estas denaske liberaj kaj egalaj laŭ digno kaj rajtoj. Ili posedas racion kaj konsciencon, kaj devus konduti unu al alia en spirito de frateco.

### Der Nordwind und die Sonne

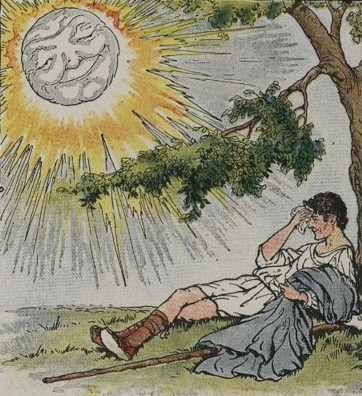
Die Sonne und der Wind

Diese Fabel von Äsop eignet sich gut für eine Parallelübersetzung als kurzer Text, der viel freier gestaltet werden kann.

#### Englisch
The North Wind and the Sun disputed as to which was the most powerful, and agreed that he should be declared the victor who could first strip a wayfaring man of his clothes.

#### Deutsch
Der Nordwind und die Sonne stritten sich darüber, wer der Mächtigere sei, und vereinbarten, dass derjenige als Sieger erklärt werden sollte, der zuerst einen Wanderer seiner Kleidung entledigen könne.

#### Esperanto
La Vento kaj la Suno disputis pri kiu estas la plej forta. “Mi elradikigis gigantajn arbojn kaj dronigis milionojn da ŝipoj. Vi povas fari nek unu nek la alian,” fiere diris la Vento.